# Бастико, Этторе
Этторе Бастико (итал. Ettore Bastico; 9 апреля 1876, Болонья — 2 декабря 1972, Рим) — итальянский военный и государственный деятель. Маршал Италии (12 августа 1942).

## Начало службы
Свою службу начал по окончании военной академии в Модене (1896), поступив на службу в чине младшего лейтенанта 3-го полка берсальеров. С 21 декабря 1899 — лейтенант, затем капитан; с 3 сентября 1909 года во 2-м полку берсальеров.
Участник Ливийской кампании 1913 года и Первой мировой войны. Был начальником штаба 50-й, 25-й, 28-й и 32-й дивизии соответственно.
В 1919—1923 инструктор Военно-морской академии в Ливорно.
В 1923—1927 командир 9-го полка берсальеров, с 1928 — генерал, в 1929—1931 — командир 14-й бригады «Горина».
В 1932—1933 командир 1-й кавалерийской дивизией «Принц Евгений Савойский».
В 1933—1935 командовал моторизированной дивизией «Пистойя».

## Африканская кампания
В 1935 году перевёлся в Эфиопию, где участвовал в итало-эфиопской войне. С того же года — командир 1-й дивизии чернорубашечников «23 марта».
В 1936—1939 командовал III корпусом.
24 декабря 1936 назначается командиром II корпуса.

## Возвращение в Европу и участие в Испанской войне
В 1936 году Муссолини было принято решение об отправке итальянских войск в охваченную гражданской войной Испанию. Бастико был отозван в Италию и назначен командующим итальянским контингентом в Испании (Corpo Truppe Volontarie, CTV).
В 1938 отозван в Италию и назначен командующим 2-й армией (место дислокации — область По), которая с 1940 находилась в резерве Главного командования.
С 1939 — сенатор от XXX округа.

## Участие во Второй мировой войне
12 июля 1941 получил должность генерал-губернатора Додеканесских островов, генерал-губернатора Ливии и командующего вооружёнными силами стран «Оси» в Северной Африке. Формально в это время в его подчинении находился и Германский Африканский корпус Э. Роммеля, а также XX моторизованный (генерала Г. Гамбара) и XXI (генерала Э. Наварини) итальянские корпуса. Но фактически дело обстояло так, что Роммель игнорировал Бастико и отдавал войскам приказы, не уведомляя об этом командующего.
В январе 1942 итальянские войска в Северной Африке были сведены в три корпуса: XXI армейский (дивизии «Болонья», «Тренте»); Х армейский («Брешия» и «Павия»); ХХ мобильный («Ариетте», «Триесте», «Литторио»).

## Уход в отставку
В феврале 1942 Э. Роммель фактически отстранил Бастико от активного командования, взяв всё командование итало-германских сил в Северной Африке на себя.
В августе 1942 Б. Муссолини присвоил Бастико высшее воинское звание маршала Италии, поскольку полутора месяцами ранее Э. Роммель, как его формально подчинённый, получил звание генерал-фельдмаршала. После разгрома итальянцев и немцев во втором сражении при Эль-Аламейне и провала боевых действий в Африке 5 февраля 1943 был отстранён от командования, а затем назначен почетным генерал-губернатором Ливии. После перемирия 8 сентября жил в Риме, самоустранившись от дел. По окончании Второй мировой войны был уволен в запас и писал труды по военной истории.